# Gorno Sedlarce
Gorno Sedlarce (makedonsky: Горно Седларце, albánsky: Sellarcë e Epërme) je vesnice v Severní Makedonii. Nachází se v opštině Bogovinje v Položském regionu.

## Geografie
Vesnice se nachází v oblasti Položská kotlina, přímo u silnice spojující Gostivar a Tetovo. Vesnice je rovinatá a leží v nadmořské výšce 466 metrů. Její rozloha je 4,5 km2.

## Historie
Na počátku 19. století byla vesnice součástí Tetovského ejáletu spadajícího pod Osmanskou říši. Žili zde převážně křesťanští Albánci.
V roce 1929 bylo ve vesnici 46 domů.
Během 20. století byla vesnice součástí Jugoslávie, konkrétně Socialistické republiky Makedonie.

## Demografie
Podle statistiky Vasila Kančova z roku 1900 žilo ve vesnici 85 obyvatel albánské národnosti.
V roce 1991 nebylo ve vesnici možno provést relevantní sčítání lidu, jelikož většina jeho obyvatel sčítání bojkotovalo.
Podle sčítání lidu z roku 2002 žije ve vesnici 1776 obyvatel hlásících se k albánské národnosti.